# Saut à la perche féminin aux championnats du monde d'athlétisme en salle 2010
Navigation
2008 2012
Le concours de saut à la perche féminin des championnats du monde en salle de 2010 s'est déroulé les 12 et 14 mars 2010 à l'Aspire Dome de Doha (Qatar), remporté par la Brésilienne Fabiana Murer, devant la gagnante puis 3è outdoor de 2003 et 2007, et la gagnante de l'année précédente outdoor.

## Légende du tableau suivant
- m : mètres
- NM : not measured (non mesuré)[réf. souhaitée]

Records et Performances
- AR : Record continental (area record)
- CR : Record des championnats (championship record)
- MR : Record du meeting (meet record)
- NR : Record national (national record)
- OR : Record olympique (olympic record)
- PR : Record paralympique (paralympic record)
- PB : Record personnel (personal best)
- SB : Meilleure performance personnelle de la saison (season's best)
- WL : Meilleure performance mondiale de l'année (world leader)
- WJR : Record du monde junior (world junior record)
- WR : Record du monde (world record)

Circonstances et Conditions
- DNF : N'a pas terminé (did not finish)
- DNS : N'a pas pris le départ (did not start)
- DQ : Disqualification (disqualification)
- NM : Aucun essai valable enregistré (No Mark)
- Q : Qualifié « directement » au prochain tour (ou à la prochaine compétition), lors d'une compétition majeure, grâce au classement ou à la réalisation des minima (automatic qualifier)
- q : Qualifié au prochain tour (ou à la prochaine compétition), lors d'une compétition majeure, grâce au repêchage ou à la réalisation de l'une des meilleures performances parmi celles des « non qualifiés directement » (grâce au meilleur temps ou à la meilleure distance par exemple) (secondary qualifier)

## Résultats

### Finale
| Rang               | Athlète                | Pays      | 4.30m | 4.40m | 4.50m | 4.60m | 4.65m | 4.70m | 4.75m | 4.80m | 4.85m | Marque | Notes |
| ------------------ | ---------------------- | --------- | ----- | ----- | ----- | ----- | ----- | ----- | ----- | ----- | ----- | ------ | ----- |
| Médaille d'or      | Fabiana Murer          | Brésil    | -     | -     | o     | o     | -     | o     | xxo   | o     | xxx   | 4.80 m |       |
| Médaille d'argent  | Svetlana Feofanova     | Russie    | -     | o     | -     | o     | -     | o     | -     | xo    | xxx   | 4.80 m | SB    |
| Médaille de bronze | Anna Rogowska          | Pologne   | -     | o     | -     | xxo   | -     | xo    | xxx   |       |       | 4.70 m |       |
| 4                  | Yelena Isinbayeva      | Russie    | -     | -     | -     | o     | -     | -     | xxx   |       |       | 4.60 m |       |
| 5                  | Jiřina Ptáčníková      | Tchéquie  | o     | o     | o     | xo    | xxx   |       |       |       |       | 4.60 m | PB    |
| 6                  | Kelsie Hendry          | Canada    | -     | xxo   | xo    | xxx   |       |       |       |       |       | 4.50 m |       |
| 7                  | Kristina Gadschiew     | Allemagne | o     | o     | xxx   |       |       |       |       |       |       | 4.40 m |       |
|                    | Nikoléta Kiriakopoúlou | Grèce     | xxx   |       |       |       |       |       |       |       |       | NM     |       |